# Domingo de Bonechea
Domingo de Bonechea (Boenechea) y Andonaegui (Guetaria, Guipúzcoa, España, 21 de septiembre de 1713-Tahití, 26 de enero de 1775) fue un explorador  español. Es conocido por haber intentado incorporar Tahití al Imperio español.

## Primer viaje (1772-1773)
El 26 de septiembre de 1772 zarpó en una fragata llamada Santa María Magdalena, alias el Águila, desde el puerto de El Callao en el Perú con Tomás Gayangos como su lugarteniente, en una misión de exploración a Tahití.
La expedición arribó a Tahití el 13 de noviembre de ese mismo año, anclando delante del pueblo de Tautira, localidad que rebautizó con el nombre de "Santísima Cruz". Durante su estancia en la isla prohibió mantener relaciones con las mujeres locales. Salió de Tahití el 20 de diciembre de 1772, llegando a Valparaíso el 21 de febrero de 1773.

## Segundo viaje (1774-1775)
Preparó otra expedición bajo los auspicios del rey Carlos III para evangelizar a sus habitantes. Dos barcos, la fragata Águila y el paquebote Júpiter, zarparon del puerto de El Callao el 20 de septiembre de 1774. Tras su victoria contra el rey Tu, el más importante de los tahitianos, intentó establecer una misión, pero falleció el 26 de enero de 1775.
En éste segundo viaje Bonechea  halló,  nombró y cartografió nueve islas entre el archipiélago de la Sociedad y el de Tuamotu.
El 12 de noviembre de 1775 es abandonada la misión.